# Partito Democratico dei Socialisti del Montenegro
Il Partito Democratico dei Socialisti del Montenegro (in montenegrino Демократска Партија Социјалиста Црне Горе, ДПС, Demokratska Partija Socijalista Crne Gore, DPS) è un partito politico montenegrino, erede legale della Lega dei Comunisti del Montenegro.

## Storia

### 1991-1997: la politica unionista con la Serbia
Il DPS nasce nel 1991, dopo l'ultimo congresso del Comitato centrale del SKCG, e venne inizialmente guidato dall'esponente filo-serbo Momir Bulatović (quest'ultimo appoggiato dall'allora presidente della Serbia Slobodan Milošević e dal Partito Socialista di Serbia).
Bulatović seguì una politica di asserzione al regime serbo, supportando Milošević in tutto il periodo del conflitto jugoslavo.

### 1997-oggi: la politica separatista e l'indipendenza montenegrina
Nel 1997, la crisi del Kosovo e l'indebolimento di Milošević permisero all'opposizione interna al DPS, coordinata da Milo Đukanović e fautrice di una maggiore autonomia rispetto alla politica serba, di uscire in aperto conflitto con Bulatović.
Alle elezioni presidenziali montenegrine del 1997 tenutesi in ottobre, Đukanović riuscì a prevalere e venne nominato come nuovo Presidente del Montenegro. Dopo un fallito tentativo di golpe dell'élite serba nel gennaio 1998, bloccato dall'intervento del primo ministro jugoslavo Radoje Kontić, Bulatović e il suo gruppo dirigente abbandonarono le file del partito e fondarono il Partito Socialista Popolare, di orientamento filo-serbo e anti-indipendentista.
Sotto la guida di Đukanović, il DPS cambiò radicalmente politica e avviò una coalizione di governo coi socialisti nazionalisti montenegrini del Partito Socialdemocratico del Montenegro (SDP). IL DPS appoggiò l'SDP in diverse battaglie identitarie: introduzione della "lingua montenegrina", avvicinamento alla "Chiesa ortodossa montenegrina" e modifica della bandiera tricolore, adottando i colori dell'antico stemma del Principato del Montenegro.
I due partiti si trovarono alleati nel referendum sull'indipendenza del Montenegro del 2006.

### Era post-referendum
Alle elezioni parlamentari montenegrine del 2006 e alle successive elezioni parlamentari del 2009 e del 2012, il DPS ha confermato la sua posizione di partito politico più forte del Paese. Il partito ha costituito la base di tutte le maggioranze parlamentari ed è stato la spina dorsale dei gabinetti governativi sin dall'indipendenza, solitamente con il suo ormai tradizionale alleato, il Partito socialdemocratico del Montenegro, e i partiti delle minoranze etniche. L'ex Vice Presidente del partito Filip Vujanović ha ricoperto la carica di Presidente del Montenegro per tre mandati consecutivi, dal 2002 al 2018, avendo vinto le elezioni presidenziali nel 2003, 2008 e 2013, lasciando poi l'incarico al leader del partito Milo Đukanović nel 2018.
Đukanović rimane il Presidente del partito, servendo come Primo Ministro o Presidente del Montenegro dal 1991 al 2006, dal 2008 al 2010 e dal 2012 al 2016. Nel 2006, la leadership del partito ha scelto Željko Šturanović, ex Ministro della Giustizia, per succedere a Đukanović come Primo Ministro, fino alle sue dimissioni il 31 gennaio 2008 per motivi di salute, dopodiché Đukanović lo ha sostituito, per poi dimettersi nuovamente nel dicembre 2010 mantenendo il suo ruolo di leader del partito DPS. Dopo aver vinto le elezioni parlamentari del 2012 , Đukanović ha nuovamente assunto la carica di Primo Ministro. Nel 2015, il Partito socialdemocratico ha lasciato la coalizione con il DPS, accusando il partito al governo di corruzione e abuso di potere. Alle elezioni parlamentari del 2020, il DPS ha deciso di candidarsi in modo indipendente, con un unico posto nella lista elettorale assegnato al Partito liberale del Montenegro. Le elezioni si sono concluse con la vittoria dei partiti di opposizione e la caduta del governo a guida DPS, dopo aver governato il paese per 30 anni, dall'introduzione del sistema multipartitico nel 1990.
Nell'aprile 2023, a seguito della sconfitta elettorale alle elezioni presidenziali, Milo Đukanović presenta le sue dimissioni da Presidente del partito e lascia la vita politica. Danijel Živković viene eletto nuovo Presidente del DPS, con oltre il 96% dei voti, nelle prime elezioni dirette interne al partito.

## Risultati elettorali
| Elezione          | Voti    | %      | Seggi    |
| ----------------- | ------- | ------ | -------- |
| Parlamentari 1990 | 171.316 | 56,18% | 83 / 125 |
| Parlamentari 1992 | 126.083 | 42,66% | 46 / 85  |
| Parlamentari 1996 | 150.237 | 49,92% | 45 / 71  |
| Parlamentari 1998 | 170.080 | 48,87% | 32 / 72  |
| Parlamentari 2001 | 153.946 | 42,04% | 30 / 75  |
| Parlamentari 2002 | 167.166 | 48,00% | 31 / 81  |
| Parlamentari 2006 | 164.737 | 48,62% | 32 / 81  |
| Parlamentari 2009 | 168.290 | 51,94% | 35 / 81  |
| Parlamentari 2012 | 165.380 | 45,60% | 32 / 81  |
| Parlamentari 2016 | 158.490 | 41,41% | 35 / 81  |
| Parlamentari 2020 | 143.548 | 35,06% | 29 / 81  |
| Parlamentari 2023 | 70.228  | 23,22% | 17 / 81  |

## Presidenti del partito
- Momir Bulatović - (22 giugno 1991 - 19 ottobre 1997)
- Milica Pejanović-Đurišić - (19 ottobre 1997 - 31 ottobre 1998)
- Milo Đukanović  - (31 ottobre 1998 - 6 aprile 2023)
- Danijel Živković  - (6 aprile 2023 - in carica)